# Симеон Илиев
Симеон Илиев е български поет.

## Биография
Роден е на 16 февруари 1941 г. в село Баллъджа (днес Стожер), Добричка област. Има гимназиално образование. В по-голямата част от живота си живее и работи в гр. Варна. Започва да пише стихове на 13-годишна възраст. Публикува стихове в периодични и други издания – вестници, списания, алманаси, антологии. Печели награди в редица национални и регионални конкурси. Негови стихове са излъчвани по Българската национална телевизия и Радио Варна. Превеждан е на украински език.

Симеон Илиев членува в Сдружение на писателите – Варна и Съюз на българските писатели.

Брат е на писателя Марко Илиев.

Умира на 29 ноември 2013 г. в гр. Варна.

## Книги
- Свиждане. Стихове (в общо книжно тяло със стихосбирката „Озарение“ на Христо Германов) – Георги Бакалов (издателство), Варна, 1975
- Къси нощи. Стихове – Георги Бакалов (издателство), Варна, 1982
- Слепи мълнии. Стихотворения – Варна [Изд. авт.], 1993
- Земни страсти. Поезия – изд. „Славена, Варна, 1998
- Пътна врата. Лирика – изд. Славена“, Варна, 2003
- Гореща възраст. Лирика – изд. „Славена“, 2005
- Лисан Патилан. Поема за деца – изд. „Славена“, Варна, 2006
- Криза. Лирика – изд. „Славена“, Варна, 2007
- Грешен свят. Стихотворения – изд. „Славена“, Варна, 2008
- Сбогом на лятото. Избрани стихотворения – изд. „Славена“, Варна, 2011
- С поезия лекувах раните (издадена посмъртно) – изд. „Онгъл“, Варна, 2015